# The Old Kent Road
The Old Kent Road è un cortometraggio muto del 1912 diretto da Van Dyke Brooke e da Maurice Costello che appaiono ambedue nel cast anche come interpreti del film insieme a Kate Price e Clara Kimball Young.

## Produzione
Il film fu prodotto dalla Vitagraph Company of America.

## Distribuzione
Distribuito dalla General Film Company, il film - un cortometraggio in una bobina - uscì nelle sale cinematografiche statunitensi il 30 aprile 1912.